# مارسيو لاسيتر
مارسيو لاسيتر (بالإنجليزية: Marcio Lassiter) مواليد 16 مايو 1987 في سان فرانسيسكو، كاليفورنيا، هو لاعب كرة سلة أمريكي. بدأ مسيرته الاحترافية في سنة 2011. يلعب مع سان ميغيل بيرمن في الرابطة الفلبينية لكرة السلة. يحمل الرقم 13. مثّل منتخب بلاده. لعب مع باوريد تايغرز وسان ميغيل بيرمن.

## روابط خارجية
- مارسيو لاسيتر على موقع الاتحاد الدولي لكرة السلة (الإنجليزية)
- مارسيو لاسيتر على موقع كرة السلة الأوروبية.كوم (الإنجليزية)
- مارسيو لاسيتر على موقع كلية كرة السلة في سبورتس رفرنس.كوم (الإنجليزية)
- مارسيو لاسيتر على موقع ريلجم (الإنجليزية)
- مارسيو لاسيتر على موقع بروبوليرز (الإنجليزية)